# Guarda la fotografia
Guarda la fotografia è il quindicesimo album in studio di Enzo Jannacci. Gli arrangiamenti sono stati curati da Celso Valli. È stato pubblicato dopo la sua seconda partecipazione al Festival di Sanremo, dove, con La fotografia, ha ottenuto il Premio della Critica: per l'abbinamento internazionale previsto dall'edizione del 1991, Jannacci scelse l'attrice tedesca Ute Lemper, la cui versione in lingua inglese chiude l'ascolto di questo stesso album.
La title track, evocata nel titolo stesso dell'album, rimanda, anche nella copertina, alle prime parole del testo: "Guarda la fotografia, sembra neanche un ragazzino, io son quello col vino, lui è quello senza motorino" (in quanto tredicenne): racconta il grido di dolore di un uomo dedito all'alcool, che perde il suo figlio più giovane, in uno scontro a fuoco mentre questi tentava di rubare l'incasso di una lavanderia.
La strana famiglia è cantata con Giorgio Gaber: i testi sono di Gian Piero Alloisio e di Ombretta Colli e prende di mira la TV del dolore e dei casi disperati.
Il brano Sogno come mafia faceva parte dello spettacolo teatrale La commedia da due lire di Paolo Rossi, e ha la stessa musica, ma eseguita più lentamente, della canzone Sturmtruppen, incisa da Cochi e Renato nel 1976; .
Il gruista è un brano del suo repertorio degli anni '60, scritto da Dario Fo e Fiorenzo Carpi: racconta di un operaio che incontra una giovane donna durante il suo lavoro lungo le pareti di un palazzo, ma in realtà sta solamente fantasticando e per questa distrazione compie un tragico volo nel vuoto.
Songo venuto è rivolto agli emigrati dal Sud, in particolare dalla "sua" Puglia, recitato in un ibrido tra lingua e dialetto, e venne scritto da Jannacci alla fine degli anni '70 per lo spettacolo teatrale "La tappezzeria", interpretato da un giovane Diego Abatantuono.

## Tracce
Lato A
1. Il gruista (testo: Dario Fo – musica: Fiorenzo Carpi)
2. I dispiaceri (testo: Enzo Jannacci – musica: Enzo Jannacci)
3. La strana famiglia (testo: Gian Piero Alloisio, Giorgio Gaber – musica: Giorgio Gaber)
4. L’alfabeto muore (testo: Enzo Jannacci – musica: Enzo Jannacci)
5. La fotografia (testo: Enzo Jannacci – musica: Enzo Jannacci)

Lato B
1. Songo venuto (testo: Enzo Jannacci – musica: Enzo Jannacci)
2. Sogno come mafia (testo: Enzo Jannacci – musica: Enzo Jannacci)
3. Parliamone (testo: Enzo Jannacci – musica: Enzo Jannacci)
4. The photograph trad. e interpretazione di Ute Lemper (testo: Enzo Jannacci – musica: Enzo Jannacci)

## Formazione
- Enzo Jannacci – voce
- Paolo Gianolio – chitarra, programmazione, tastiera, basso
- Luca Bignardi – tastiera, programmazione, basso
- Rudy Trevisi – sax, percussioni
- Lele Melotti – batteria
- Celso Valli – tastiera, organo Hammond, sintetizzatore, pianoforte
- Marco Tamburini – tromba
- Sandro Comini – trombone
- Aida Cooper, Antonella Pepe, Luciano Genovesi, Renzo Meneghinello – cori